# 肯根
肯根是德国巴登-符腾堡州的一个市镇。总面积12.52平方公里，总人口9667人，其中男性4743人，女性4924人（2011年12月31日），人口密度772人/平方公里。